# Pojan
Pojan è una frazione del comune di Maliq in Albania (prefettura di Coriza).
Fino alla riforma amministrativa del 2015 era comune autonomo, dopo la riforma è stato accorpato, insieme agli ex-comuni di Gorë, Libonik, Maliq, Moglicë, Pirg e Vreshtas a costituire la municipalità di Maliq.

## Località
Il comune era formato dall'insieme delle seguenti località:
- Pojan
- Zvezde
- Shengjergj
- Kreshpanj
- Plase
- Zmblak
- Burimas
- Pendavinj
- Terove
- Rov
- Orman
- Rembe